# Do Somethin'
«Do Somethin'»  es una canción dance pop interpretada por la cantante estadounidense Britney Spears e incluida originalmente en su primer álbum recopilatorio, Greatest Hits: My Prerogative (2004). Christian Karlsson, Pontus Winnberg, Angela Hunte y Henrik Jonback la compusieron, y los dos primeros la produjeron, quienes son conocidos como Bloodshy & Avant y quienes cobraron fama por producir «Toxic» de In the Zone (2003). El tema cuenta con uso pronunciado de guitarras eléctricas y con una letra basada en pasar un buen rato sin preocuparse de lo que opinen los demás. Aunque su lanzamiento no había sido ideado, en febrero de 2005, Jive Records lo lanzó como segundo y último sencillo del álbum, por iniciativa de la cantante.
Bille Woodruff y la propia Spears —quien se desempeñó por primera vez como directora y quien se acreditó bajo el alter ego «Mona Lisa»— dirigieron el video musical. Anteriormente, Woodruff había sido director de dos videos de la cantante: «Born to Make You Happy» (1999) y «Overprotected» (2002). Sus escenas muestran a Spears y cuatro amigas en un Hummer rosa en el que vuelan hacia una discoteca donde todos están paralizados de aburrimiento. Allí reaniman el ambiente, bailando, cantando y develándose como una banda liderada por la cantante. Dado que la cinta incluyó un primer plano no autorizado al panel de instrumentos Louis Vuitton del Hummer, en el año 2007, la marca francesa realizó una demanda que culminó en una multa de €80 000 por daños y perjuicios, y con la censura del video en Europa.
Tras su inclusión en el álbum, los críticos catalogaron al tema de «robusto», «sólido» y «muy bueno». A nivel continental, «Do Somethin'» fue número siete en Europa, donde figuró entre los diez primeros éxitos semanales en mercados como Dinamarca, Irlanda, el Reino Unido y Suecia. El mismo estatus alcanzó en Australia, donde la ARIA lo certificó disco de oro, tras vender 35 000 copias. Aunque su lanzamiento excluyó a Estados Unidos, «Do Somethin'» ingresó a la lista Billboard Hot 100 y vendió más de 363 000 descargas en el país. Por su parte, Spears realizó presentaciones del tema en las giras The M+M's Tour (2007), The Circus Starring Britney Spears (2009) y Britney: Piece of Me (2014)

## Antecedentes

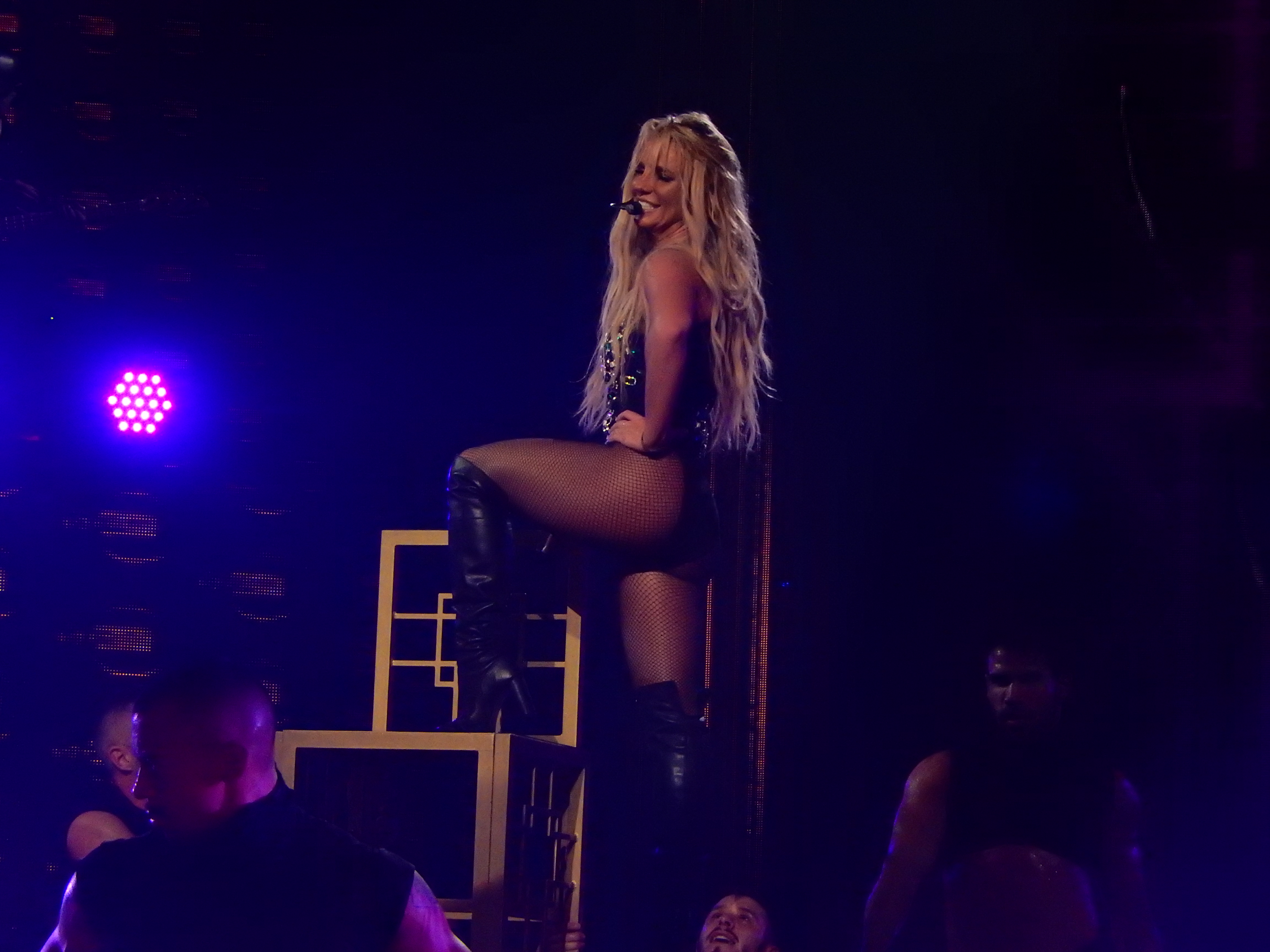
Spears durante la presentación del sencillo en el Apple Music Festival.

El 13 de agosto de 2004, Jive Records anunció el lanzamiento del primer álbum recopilatorio de Spears, Greatest Hits: My Prerogative, el que publicó el 16 de noviembre de 2004. El título del álbum se basó en su primer sencillo, correspondiente a una versión de «My Prerogative» de Bobby Brown (1988). El dúo sueco Bloodshy & Avant produjo la versión, luego de cobrar fama por producir «Toxic» de In the Zone (2003). El 16 de noviembre de 2004, Jive Records también publicó un DVD del mismo nombre que recopiló la totalidad de los videos musicales hechos hasta entonces por la cantante. Tres días antes, MTV reveló la lista de canciones del álbum, la que incluyó tres canciones relativamente inéditas hasta su publicación: «My Prerogative», «I've Just Begun (Having My Fun)» y «Do Somethin'», todas producidas por Bloodshy & Avant.
El dúo produjo y arregló la instrumentación principal de «Do Somethin'» en los Murlyn Studios, en Estocolmo. Spears la grabó en los Battery Studios, en Nueva York, y BlackCell y Angela Hunte grabaron los coros. Dado que su lanzamiento no había sido planeado, la cantante debió convencer a Jive Records para filmarle un video. Al respecto, explicó que se sintió «un poco decepcionada» de haber tenido que convencer a sus ejecutivos discográficos, pues estaba convencida de que «el rodaje de un video era lo que debía hacerse en aquel momento». Finalmente, el 14 de febrero de 2005, el sello lanzó a «Do Somethin'» como segundo sencillo del álbum.

## Composición
Según Spence D. de IGN, «Do Somethin'» es una canción dance pop, cuya melodía incorpora guitarras eléctricas y un ritmo golpeado. El editor también señaló que la canción está «llena de falsas explosiones en cadena, se burla de los gorgoteos de sintetizadores de los años 70 y cuenta con abundante tratamiento de guitarra y bajo». Según una partitura publicada por EMI Music Publishing, «Do Somethin'» tiene un tempo moderadamente rápido, con 130 pulsaciones por minuto. La canción está compuesta en la tonalidad mi menor y cuenta con un registro vocal que se extiende desde la nota aguda mi3 hasta la nota grave do5. Su letra se basa en divertirse ante la mirada de otras personas, lo que queda en evidencia en líneas como: «Somebody pass my guitar. So I can look like a star» —en español: «Alguien páseme mi guitarra. Así puedo verme como una estrella»—. Tim Lee de musicOMH comparó su estilo al de «What You Waiting For?» de Gwen Stefani (2004).

## Recepción crítica

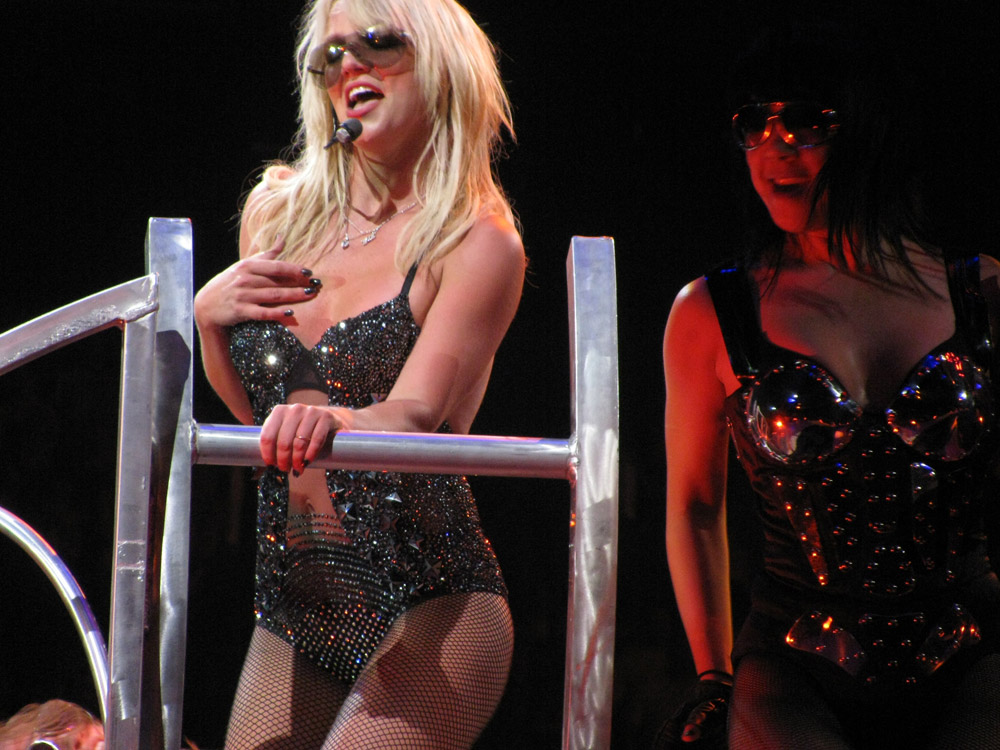
Britney Spears interpretando el tema en The Circus Starring: Britney Spears (2009).

«Do Somethin'» recibió comentarios positivos de los críticos en las reseñas a Greatest Hits: My Prerogative (2004). Stephen Thomas Erlewine de Allmusic sostuvo que es una «canción inédita muy buena», al igual que «I've Just Begun (Having My Fun)». Leathes Annabel de BBC Online también se refirió a ambas canciones al señalar: «Dos pistas inéditas sólidas sugieren que [Spears] todavía puede batir unos pocos número uno más, antes de tomarse un tiempo para cantar canciones de cuna a sus crías». Asimismo, Christy Lemire de Associated Press señaló que ambos temas «proporcionan a Britney más oportunidades de proclamar su necesidad de divertirse y ser ella misma», temáticas que venían siendo tratadas en sus álbumes Britney (2001) e In the Zone (2003). Por otro lado, Ann Powers de Blender lo llamó «un bocado decente de crunk, donde [Spears] rapea en un acento cursi que sugiere que podría haber sido atrapada por el papel de bomba sexy de Jessica Simpson en The Dukes of Hazzard (2005)». A su vez, D. Spence de IGN lo consideró «interesante por sus muchas interpretaciones no menores», Alim Kheraj de Digital Spy lo enlistó como el decimoquinto mejor sencillo de la cantante, destacando su influencia en sus dos álbumes de estudio siguientes, y John Mitchell de PopEater lo seleccionó como uno de su mejores temas que no se lanzaron en Estados Unidos.

## Video musical

### Rodaje
Spears rodó el video musical de «Do Somethin'» en diciembre de 2004, en Los Ángeles, bajo la dirección de Bille Woodruff y ella misma, quien se desempeñó por primera vez como directora y quien se acreditó como «Mona Lisa». Para entonces, Woodruff había dirigido dos de sus videos anteriores: «Born to Make You Happy» (1999) y «Overprotected» (2002). Por su parte, la cantante señaló que el rodaje fue «agitado», pues se realizó «en un tiempo récord de cinco horas». Respecto a Woodruff, sostuvo: «Él no tuvo ningún ego, en lo absoluto. Todo el proceso fue muy divertido». La cantante utilizó prendas de la línea Juicy Couture y coreografió y estilizó el video completo. Respecto a su rol como codirectora, sostuvo que el trabajo detrás de cámaras la inspiró en convertirse en directora en el futuro, explicando: «Después de hacer unos veinte videos, se pone un poco aburrido interpretar el mismo papel. Siento que estar detrás de cámaras a veces es más satisfactorio que estar delante de ellas».
La edición del video estuvo a cargo de David Blackburn, quien también editó los de «Toxic» y «Womanizer».

### Trama

Dado que el video incluyó un primer plano no autorizado al panel de instrumentos Louis Vuitton del Hummer, en el año 2007, la marca realizó una demanda que culminó en una multa de €80 000 por daños y perjuicios, y con la censura del video en Europa.

El video comienza con escenas interiores de un conducto metálico que lleva al lugar donde se encuentra Spears y cuatro amigas rubias. Ella viste una camiseta rosa estampada con la frase inglesa «Love Boat» —«Vacaciones en el mar»— y un capelet del mismo color, y se dispone a ir con sus amigas a una discoteca llamada «Hole in the Wall» —«Agujero en la pared»—. Durante el primer verso, las chicas mueven la cabeza al ritmo de la canción, mientras Spears conduce un Hummer rosa que vuela entre las nubes y que cuenta con un panel de instrumentos Louis Vuitton. Finalmente, llegan a la discoteca y bailan en la pista, mientras son observadas por el resto de los presentes, quienes se encuentran paralizados por el aburrimiento. Hacia el desenlace, las chicas logran reanimar a la audiencia y comienzan a presentarse como una banda liderada por Spears. El video también incluye escenas de la cantante en una habitación con cámaras de seguridad, vistiendo ropa interior negra, un capelet blanco y con collar de Hello Kitty.

### Estreno y recepción
El viernes 21 de enero de 2005, MTV UK estrenó el video, después de tres días de haberse filtrado en internet. Al respecto, Jennifer Vineyard de MTV comparó las escenas de la cantante en ropa interior a las escenas en blanco y negro del clip de «My Prerogative» (2004). Asimismo, calificó la actitud de Spears como «una ida y vuelta entre tratar de lucir sexy y tonta».
El 18 de noviembre de 2007, Forbes dio a conocer que Louis Vuitton de LVMH ganó una demanda de €80 000 por daños y perjuicios por los primeros planos al panel de instrumentos del Hummer, el que contó con el logotipo de la marca sin autorización. El tribunal consideró que el director enfatizó el logotipo con claridad, sostuvo que la responsabilidad fue de Sony BMG, filial de las compañías de Zomba Group, y MTV Online, y liberó de cualquier culpa a la cantante. Asimismo, prohibió la transmisión del video en los canales de televisión europeos. Finalmente el vídeo fue reeditado y la tapicería ofensiva que llevó a la demanda de LVMH fue eliminada.

## Rendimiento comercial
En términos generales, «Do Somethin'» registró un buen desempeño comercial. En Australia el sencillo debutó y alcanzó la octava posición, según la edición del 7 de marzo de 2005 de ARIA Charts, donde se convirtió en el decimoprimer top 10 de la cantante. En el mismo año, la ARIA lo certificó disco de oro, tras vender 35 000 copias, y lo enlistó entre los setenta temas más exitosos del año en el país. En Europa, alcanzó el séptimo puesto de la lista continental European Hot 100, según la edición del 14 de marzo de 2005. Ello se debió a que figuró entre los diez primeros éxitos semanales en mercados como Dinamarca, Hungría, Irlanda, el Reino Unido, Suecia y la Región Flamenca de Bélgica, y entre los veinte primeros en otros como Alemania, Noruega, los Países Bajos, Suiza y la Región Valona. Según la edición del 12 de marzo de 2005 de The Official UK Charts Company, «Do Somethin'» debutó y alcanzó la sexta posición de la UK Singles Chart, la principal lista del Reino Unido, donde se convirtió en el décimo sexto top 10 de la cantante y donde figuró entre los doscientos sencillos más exitosos del año. Pese a lo anterior, terminó por ser uno de sus sencillos menos vendidos.
Aunque Jive Records no lanzó el tema en Estados Unidos, éste ingresó y alcanzó la posición número cien de la principal lista del país, la Billboard Hot 100. Ello se debió a sus ventas de descargas y aconteció en la edición semanal del 26 de abril de 2005 de Billboard, en la que también figuró en el cuadragésimo noveno puesto del conteo Digital Songs. Según Nielsen SoundScan, hasta agosto de 2010, «Do Somethin'» vendió 363 000 descargas en el país.

## Presentaciones

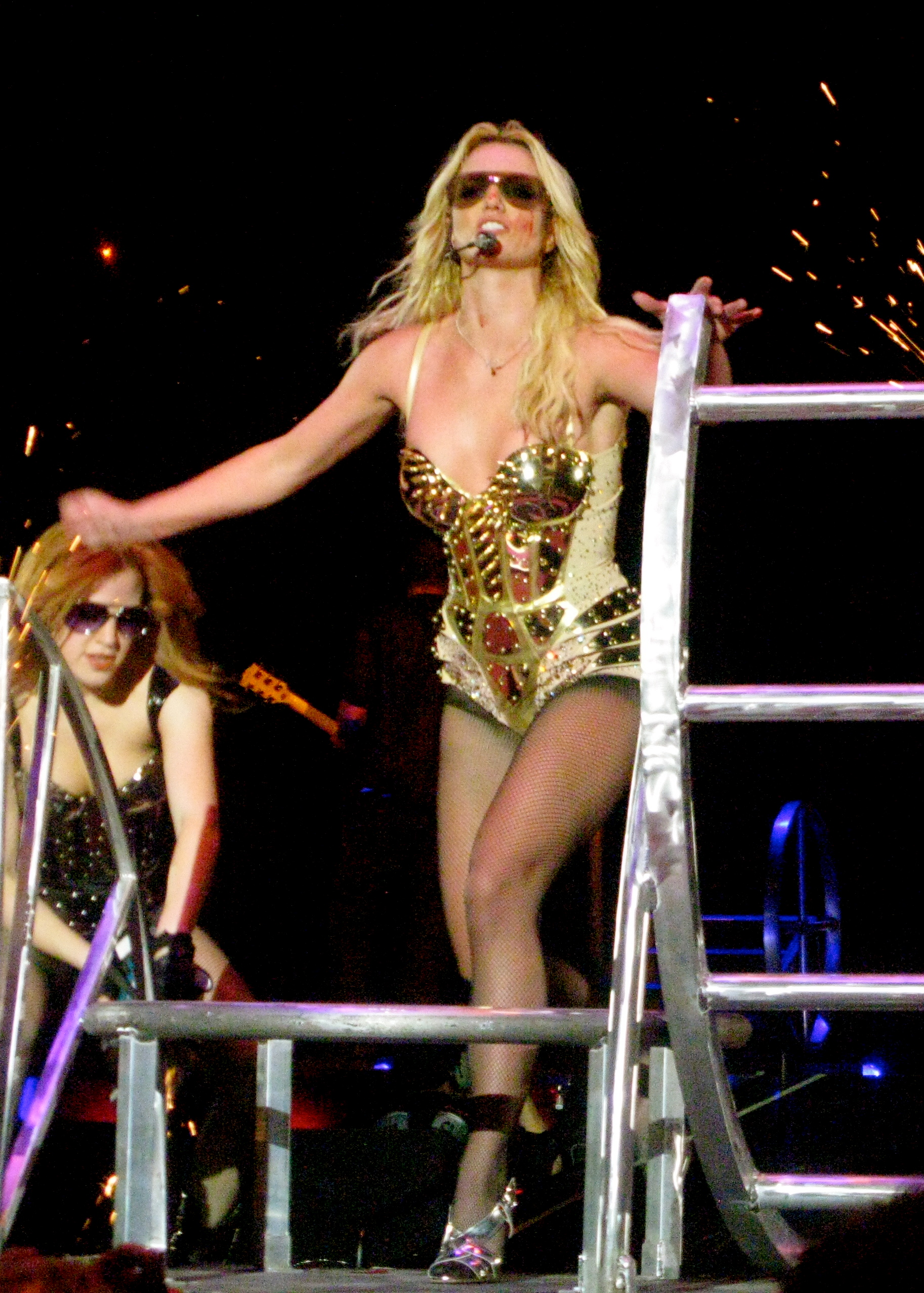
Britney Spears interpretando «Do Somethin'» durante uno de los primeros espectáculos de la gira The Circus Starring: Britney Spears (2009).

Spears interpretó por primera vez a «Do Somethin'» en la gira estadounidense The M+M's Tour, en mayo de 2007, en cuyo repertorio sucedía a «Breathe on Me» de In the Zone (2003). En el número de esta última, la cantante y cuatro bailarinas elegían a un hombre de la audiencia y le bailaban seductoramente. Hacia el desenlace, el escenario se oscurecía, Spears desaparecía durante un instante y volvía a él, vistiendo un sujetador rosa, un abrigo de piel blanco y una minifalda de jean, y comenzaba a interpretar a «Do Somethin'», realizando la coreografía de su video musical.
El tema también formó parte del repertorio de la gira internacional The Circus Starring: Britney Spears (2009), donde fue la canción de apertura del cuarto acto, «Electro Circ». En algunas partes del número, Spears y sus bailarinas portaban armas gigantes que disparaban chispas. Durante las primeras fechas de la gira, la cantante interpretó el tema vistiendo un body metálico dorado y lentes de sol. No obstante, en el espectáculo de Tampa del 8 de marzo de 2009 dicho vestuario expuso accidentalmente sus partes íntimas tras el número siguiente del acto, «I'm a Slave 4 U». El hecho llevó a que desde los espectáculos siguientes, se sustituyera el vestuario por un body negro con brillantes.
En 2013, la cantante incluyó a «Do Somethin'» en el repertorio de su residencia en Las Vegas, Britney: Piece of Me.

## Formatos
| Sencillo en CD |                                       |          |  |
| N.º            | Título                                | Duración |  |
| 1.             | «Do Somethin'»                        | 03:22    |  |
| 2.             | «Do Somethin'» (DJ Monk's Radio Edit) | 04:12    |  |

| EP  |                                       |          |  |
| N.º | Título                                | Duración |  |
| 1.  | «Do Somethin'»                        | 03:23    |  |
| 2.  | «Do Somethin'» (DJ Monk's Radio Edit) | 04:13    |  |
| 3.  | «Do Somethin'» (Thick Vocal Mix)      | 07:59    |  |
| 4.  | «Everytime» (Valentin Remix)          | 03:24    |  |

| Descarga/Sencillo en CD de The Singles Collection (2009) |                                  |          |  |
| N.º                                                      | Título                           | Duración |  |
| 1.                                                       | «Do Somethin'»                   | 03:22    |  |
| 2.                                                       | «Do Somethin'» (Thick Vocal Mix) | 07:57    |  |

## Posicionamientos en listas

### Listas semanales
| País              | Lista             | Primera semana        | Posición debut | Mejor posición | Semanas en la mejor posición | Semanas en la lista | Última semana         | Ref.   |
| ----------------- | ----------------- | --------------------- | -------------- | -------------- | ---------------------------- | ------------------- | --------------------- | ------ |
| América           |                   |                       |                |                |                              |                     |                       |        |
| Estados Unidos    | Billboard Hot 100 | 16 de abril de 2005   | 100            | 100            | 1                            | 1                   | 16 de abril de 2005   | [ 30 ] |
| Europa            |                   |                       |                |                |                              |                     |                       |        |
| Alemania          | Top 100 canciones | 26 de febrero de 2005 | 18             | 18             | 1                            | 9                   | 23 de abril de 2005   | [ 26 ] |
| Austria           | Top 75 canciones  | 27 de febrero de 2005 | 21             | 21             | 1                            | 11                  | 8 de mayo de 2005     | [ 38 ] |
| Bélgica (Flandes) | Top 50 canciones  | 26 de febrero de 2005 | 31             | 9              | 1                            | 12                  | 14 de mayo de 2005    | [ 39 ] |
| Bélgica (Valonia) | Top 50 canciones  | 26 de febrero de 2005 | 38             | 12             | 1                            | 10                  | 30 de abril de 2005   | [ 40 ] |
| Dinamarca         | Top 40 canciones  | 25 de febrero de 2005 | 4              | 4              | 1                            | 5                   | 25 de marzo de 2005   | [ 41 ] |
| Francia           | Top 100 canciones | 13 de febrero de 2005 | 70             | 70             | 1                            | 3                   | 27 de febrero de 2005 | [ 42 ] |
| Hungría           | Top 10 canciones  | 20 de febrero de 2005 | 4              | 4              | 1                            | 11                  | 15 de mayo de 2005    | [ 43 ] |
| Irlanda           | Top 50 canciones  | 5 de marzo de 2005    | 4              | 4              | 1                            | 10                  | 7 de mayo de 2005     | [ 26 ] |
| Noruega           | Top 20 canciones  | 8 de marzo de 2005    | 13             | 12             | 1                            | 6                   | 19 de abril de 2005   | [ 44 ] |
| Países Bajos      | Top 100 canciones | 19 de febrero de 2005 | 39             | 13             | 1                            | 9                   | 16 de abril de 2005   | [ 45 ] |
| Reino Unido       | Top 75 canciones  | 12 de marzo de 2005   | 6              | 6              | 1                            | 9                   | 7 de mayo de 2005     | [ 26 ] |
| Suecia            | Top 60 canciones  | 24 de febrero de 2005 | 14             | 10             | 1                            | 14                  | 26 de mayo de 2005    | [ 46 ] |
| Suiza             | Top 100 canciones | 27 de febrero de 2005 | 11             | 11             | 2                            | 19                  | 3 de julio de 2005    | [ 47 ] |
| Europa            | Top 20 canciones  | 14 de marzo de 2005   | 7              | 7              | 1                            | 2                   | 21 de marzo de 2005   | [ 25 ] |
| Australasia       |                   |                       |                |                |                              |                     |                       |        |
| Australia         | Top 50 canciones  | 13 de marzo de 2005   | 8              | 8              | 1                            | 13                  | 5 de junio de 2005    | [ 23 ] |

### Listas de fin de año
| País              | Lista             | Año  | Posición | Ref.   |
| ----------------- | ----------------- | ---- | -------- | ------ |
| Europa            |                   |      |          |        |
| Bélgica (Flandes) | Top 100 canciones | 2005 | 74       | [ 48 ] |
| Bélgica (Valonia) | Top 100 canciones | 2005 | 96       | [ 49 ] |
| Reino Unido       | Top 200 canciones | 2005 | 118      | [ 28 ] |
| Suecia            | Top 100 canciones | 2005 | 65       | [ 50 ] |
| Australasia       |                   |      |          |        |
| Australia         | Top 100 canciones | 2005 | 67       | [ 51 ] |

## Certificaciones
| América        |      |      |              |         |        |
| Estados Unidos | RIAA | 2023 | Disco de oro | 500 000 | [ 52 ] |
| Australasia    |      |      |              |         |        |
| Australia      | ARIA | 2005 | Disco de oro | 35 000  | [ 24 ] |

## Créditos
- Britney Spears — voz, coro
- Bloodshy & Avant —  composición, producción, arreglos, instrumentación, programación
- Angela Hunte — composición, coro
- Steven Lunt — arreglos
- Niklas Flyckt — mezcla
- Charles McCrorey — sonido
- Jonas Östman — sonido
- Henrik Jonback — guitarra
- BlackCell — coro

Fuente: Discogs.